# 그림자 없는 남자 (영화)
《그림자 없는 남자》(영어: The Thin Man)는 1934년 개봉한 범죄 코미디 영화로, 대실 해미트의 마지막 장편소설인 《그림자 없는 남자》를 영화화한 작품이다. W. S. 밴 다이크가 감독을 맡았으며, 윌리엄 파월과 머나 로이가 각각 탐정과 그의 아내 역을 맡았다. 이 영화는 저예산으로 제작됐지만 흥행에 크게 성공했으며 이후로도 후속작이 연달아 나왔다. 한편으로 파월과 로이가 각각 맡은 부부 캐릭터는 이후 부부 탐정을 다루는 영화에 큰 영향을 끼쳤다. 아카데미상 4개 부문(작품·남우주연·감독·각색상)에 후보로 올랐으나 수상에는 실패했다.

## 출연
- 윌리엄 파월 - 닉 찰스
- 머나 로이 - 노라 찰스
- 모린 오설리번 - 도로시 와이넌트
- 네트 팬들턴 - 존 길드
- 미나 검벨 - 미미 와이넌트 조건슨
- 포터 홀 - 허버트 맥컬러이
- 헨리 워즈워스 - 토미
- 윌리엄 헨리 - 길버트 와이넌트
- 해럴드 후버 - 넌하임
- 체사르 로메로 - 크리스 조건슨
- 나탈리 무어헤드 - 줄리아 울프
- 에드워드 브로피 - 조 모렐리
- 에드워드 엘리스 - 클라이드 와이넌트
- 시릴 손튼 - 테너

## 수상
| 연도   | 주최국 | 주관               | 후보자                      | 수상 부문  | 여부 |
| ------ | ------ | ------------------ | --------------------------- | ---------- | ---- |
| 1934년 | 미국   | 전미 비평가 위원회 | -                           | 10대 영화  | 수상 |
| 1935년 | 미국   | 아카데미상         | 헌트 스트롬버그             | 작품상     | 실패 |
| 1935년 | 미국   | 아카데미상         | 윌리엄 파월                 | 남우주연상 | 실패 |
| 1935년 | 미국   | 아카데미상         | W. S. 밴 다이크             | 감독상     | 실패 |
| 1935년 | 미국   | 아카데미상         | 앨버트 해켓 프랜시스 굿리치 | 각색상     | 실패 |

### 미국 영화 연구소선정
- AFI 선정 100대 영화 - 후보
- AFI 선정 100대 코미디 영화 - 32위
- AFI 선정 100대 모험 영화 - 후보
- AFI 선정 100대 영웅과 악당
  - 닉 찰스 & 노라 찰스 - 후보
- AFI 선정 100대 영화 대사 - 후보
  - 노라 찰스: "타블로이드에선 당신이 총맞았대."
닉 찰스: "타블로이드는 내 근처에 오지도 않았는데."
- AFI 선정 100대 영화 (재선정) - 후보
- AFI 선정 10 장르 10대 영화
  - 미스터리 - 후보